# رودني مونرو
رودني مونرو (بالإنجليزية: Rodney Monroe) مواليد 16 أبريل 1968 في بالتيمور، هو مدرب كرة سلة أمريكي ولاعب سابق. بدأ مسيرته الاحترافية في سنة 1991. تم اختياره من قبل فريق أتلانتا هوكس خلال الدرافت. حمل الرقم 12. يبلغ طوله 6 قدم 3 بوصة (1.9 م). حقق المركز الثاني في بطولة أمم الأمريكتين لكرة السلة 1989. اعتزل اللعب في 2007.

## المسيرة الاحترافية
لعب مع أتلانتا هوكس في موسم 1991–1992، ثم لعب مع فابريانو باسكت من سنة 1999 إلى 2002، ثم لعب مع روزيتو شاركز في الدوري الإيطالي في موسم 2002–2003.

## الميداليات
| الميدالية | المسابقة                             |
| --------- | ------------------------------------ |
| فضية      | بطولة أمم الأمريكتين لكرة السلة 1989 |

## روابط خارجية
- رودني مونرو على موقع إن بي أي (الإنجليزية)
- رودني مونرو على موقع سبورتس رفرنس (الإنجليزية)
- رودني مونرو على موقع كرة السلة الأوروبية.كوم (الإنجليزية)
- رودني مونرو على موقع كلية كرة السلة في سبورتس رفرنس.كوم (الإنجليزية)
- رودني مونرو على موقع ريلجم (الإنجليزية)
- رودني مونرو على موقع بروبوليرز (الإنجليزية)
- رودني مونرو على موقع سبورتس رفرنس (الإنجليزية)